# 罗机
罗机（1903年6月20日—1965年6月14日），字之綱，湖南邵陽小溪寺乡梅州村人，中华民国空军将领、曾任中华民国国防部常务次长、
二级中将军衔。

## 生平

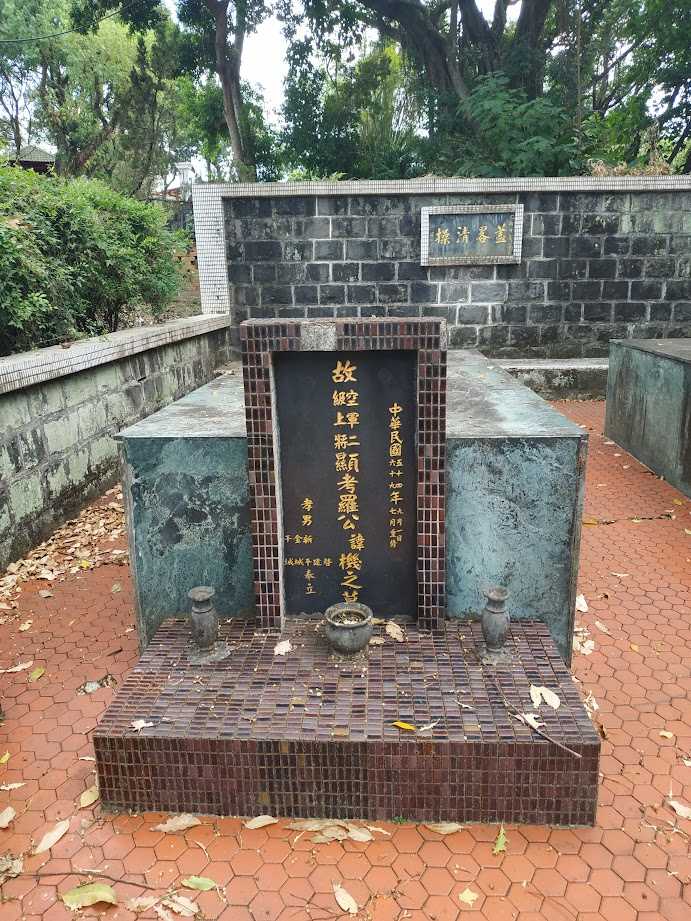
羅機之墓

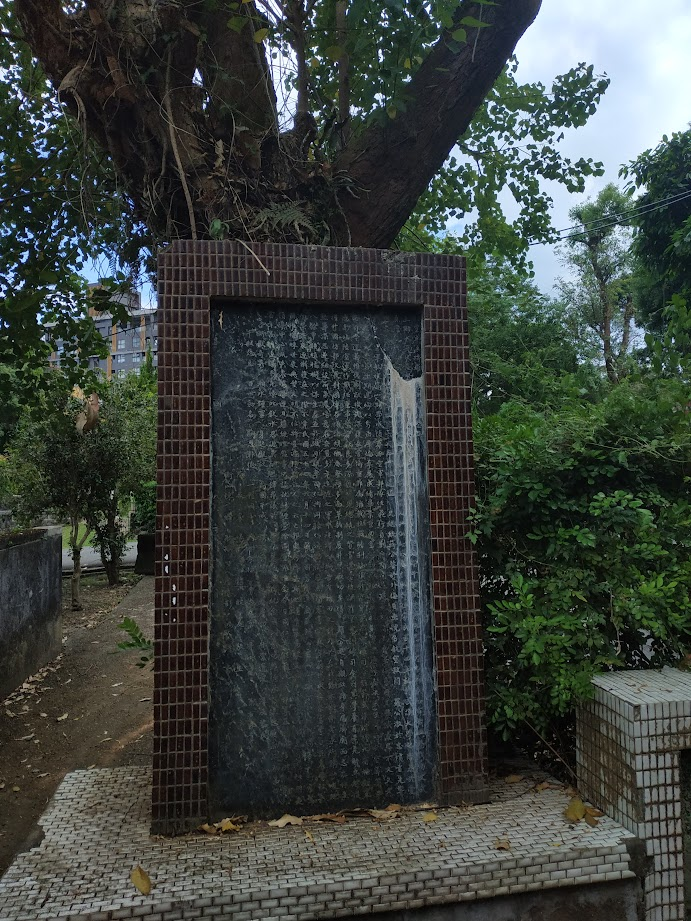
羅機紀念碑

罗机幼年在家乡读私垫。1921年，考入湖南省第二联合中学第十三班，1924年以优异成绩毕业。当时汉阳兵工学校分别在北京、汉口、广州、上海等大城市拟招收学生共40名，罗机与另一邵阳人吕治平皆被选中。罗机在兵工学校学习两个月后并不满意，之后改考入武昌大学。1926年又离开武昌大学，考入黄埔军校第六期。1929年于军校毕业后，考入中央航空学校第一期学习。1931年毕业，授空军中尉衔，不久擢升为少校飞行员。1932年，经保送入中央陆军大学第十期深造。1935年毕业后，在航空委员会任职，历任航空委员会作战组组长、科长、副处长、参谋处处长，协助航空委员会主任周至柔，建立国军空军指挥体系。
1940年，空军参谋学校创立，罗机出任教育处处长。1943年10月，空军第四路司令石邦藩被免职，时任航空委员会参谋处处长罗机调补，驻甘肃兰州；期间罗机遴选飞行员徐东升由汉口机场起飞至日本东京散发传单并安全返航。1944年，他策划亲自驾机开辟由兰州起航，飞越喜马拉雅山、直达印度的航线（即滇印航线）。之后抗日战争在最艰困阶段时，对外陆运通道滇缅公路遭日军封锁之后，滇印航线仍能维持供需功能，使各进口军需物资得以维持供应。
1945年2月，王叔铭升任航空委员会副主任，罗机被调往重庆接替接王叔铭原职，出任空军第三路司令。王罗宿怨甚深，罗机上任后，彻查航空委员会西安航空站站长尹晋卿勾结西安黄金商人大量走私黄金的案件，并密令逮捕尹晋卿。由于走私乘用的是美军运输机，美方要求蒋介石彻查，尹晋卿因此被判死刑枪决。同年7月，王叔铭向国防部举报，以不与美国合作、脾气执拗为由，罗机被撤销职位，调任至航空委员会人事处长。1946年航空委员会撤销，成立空军总司令部。周至柔为空军总司令，王叔铭为副总司令。中国分为五个军区，罗机出任空军第四军区司令部司令，协助陆军在华中、华北、华东等地与中国人民解放军对战。
1949年，由于中华民国财政金融彻底崩溃，空军四军区司令部由汉口撤至衡阳，经费极端困难，军饷连月来无力补给。罗机为维持残局，私派飞机给上海商人空运洋纱，换取银元8万余元。并按官兵两级分发，官一律发8元、兵一律发4元，部属均为之钦佩。同年正月，因深感前途渺茫、将永别故土，罗机决定回乡探父。在返回衡阳途中，醉驾驶至近郊地段，遇到驻防士兵扬旗盘问。因煞车过急致使车翻，妻子当场去世、自己也身受重伤。同年8月，中国人民解放军攻入湖南，程潜和陈明仁率部起事。罗机奉命派出空军，飞临长沙、湘潭、邵阳等城市散布传单、投掷炸弹。
1949年冬，罗机赴台湾。1950年，调任中华民国空军训练司令。1951年，任中华民国国防部常务次长，授二级中将军衔，负责筹建台湾兵役制度，建立人力动员体制。1965年6月14日上午，罗机在参加国防部的周会和处理完例行公务的午餐后散步时，在楼梯上失足跌到、当即昏迷，送往台北三军总医院抢救。当时国防部长蒋经国、參谋总长彭孟缉、国防部副部长马纪壮等人赶赴医院，但因抢救不及，罗机于当日12时45分去世。
罗机著有《陆海空军通讯教范》、《空军军制》、《空军冬季在迪化》、《盟国空军要览》、《陆空联络训练辑》、《空军沿革史》、《改革空军教育刍议》、《新印试航记》、《国军教育制度》等。

## 事迹
1949年8月，罗机奉命出动空军轰炸湖南城市时，飞机首次起飞前，他曾亲自召来飞往邵阳的飞行员面示：“宝庆是我的胞衣地，切莫使我日后不好见父老兄弟。”因此，当时邵阳虽每日有飞机盘旋，除炸毁青龙桥头一军需仓库外，其它炸弹都投掷于资江。
1955年，蒋经国时任中华民国国防部长时，拟议设副部长一职。时任国防次长的两人分别是罗机（空军中将）与马纪壮（海军中将）。蒋经国询问询周至柔，当时罗机追随周至柔最久，资历也比马纪壮要深。但是周至柔以罗机不善言词、讲话湘音太重，而副部长必须经常代表部长出席立法院会议报告，于是举荐马纪壮出任副部长。罗机知道后，钦佩周至柔不顾私情举才的精神。

## 荣誉

### 中华民国勋章奖章
- 三等云麾勋章（1948年10月7日批准[14]）
- 一等空军复兴荣誉勋章（1948年11月10日批准[15]）